# Супергроссмейстер
Супергроссмейстер — неофициальный титул в шахматах, используемый для обозначения гроссмейстеров экстра-класса, которые обосновались в верхней части рейтингового списка начиная с отметки 2700. Термин «супергроссмейстер» вошёл в употребление в 1990-х годах.

## История термина
В рейтинге Эло на январь 1995 года 60 игроков имело рейтинг 2600 и выше, причём девять из них — 2700 и выше.
На 1 ноября 2023 года 37 гроссмейстеров имеют рейтинг от 2700 и выше. Примечательно, что подавляющее большинство супергроссмейстеров — мужчины; только одна шахматистка достигла рейтинга выше 2700 — Юдит Полгар (2735 в 2005 году).

## Супертурниры
Ежегодно проводится ряд турниров, участвовать в которых приглашают только супергроссмейстеров, за исключением нескольких участников принимающей стороны. К супертурнирам относятся турниры в Вейк-ан-Зее (Нидерланды), Линаресе (Испания), Дортмунде (ФРГ). Такие турниры проводятся по круговой системе с небольшим количеством участников (менее 15), играются два круга.